# Perityle cordifolia
Perityle cordifolia là một loài thực vật có hoa trong họ Cúc. Loài này được (Rydb.) S.F.Blake mô tả khoa học đầu tiên năm 1926.